# Cargo (film 2017)
Cargo è un film del 2017 diretto da Ben Howling e Yolanda Ramke.
Il film, thriller post-apocalittico australiano, è interpretato da star del cinema come Martin Freeman, Anthony Hayes e Caren Pistorius. Il film è tratto dall'omonimo cortometraggio di Ramke e Howling, Cargo ed è stato sceneggiato da Yolanda Ramke. È stato presentato in anteprima all'Adelaide Film Festival il 6 ottobre 2017 ed è stato distribuito in tutto il mondo il 18 maggio 2018 da Netflix.

## Trama
In un mondo dominato da un virus che trasforma le persone in zombie entro 48 ore, marito e moglie, Andy e Kay, e la loro figlia di un anno, Rosie, vivono tranquillamente su una casa galleggiante nell'Australia rurale. Mentre si spostano per la notte, Andy vede due bambini che giocano sulla riva del fiume. Li chiama, ma continua la crociera dopo che il padre dei bambini, notando Andy, gli mostra la sua rivoltella nella cintura. Più tardi, Andy utilizza una rete per pescare dei rifornimenti fuori dall'acqua. Kay dice che le loro razioni di cibo stanno iniziando a esaurirsi, ma Andy discute dei suoi piani per andare sulla terraferma.
La scena cambia, e si vede una giovane ragazza aborigena che attacca delle foglie alle sue scarpe.
Si ritorna da Andy, che ha individuato una barca a vela abbandonata, procedendo a investigare e trovare viveri. Recupera il cibo e lo presenta ad una scettica Kay. Dopo averla rassicurata che la barca a vela che aveva saccheggiato è al sicuro, Kay decide di tornare lì da sola per cercare di raccogliere più provviste. Andy se n'era andato in precedenza quando aveva sentito dei tonfi provenienti da una porta nel muro, ma Kay, ignara di ciò, è presumibilmente attaccata da uno zombie che emerge dalla porta. Andy si sveglia con Rosie che piange e va alla ricerca di Kay. Lei è nel bagno della casa galleggiante, cercando di frenare il flusso di sangue causato da un morso al ginocchio. Successivamente la si vede indagare su un pacco che è stato precedentemente preso da Andy dal fiume. In esso è contenuto un braccialetto di gomma che misura la quantità di tempo rimasto per un infetto dopo esser stato infettato, che Kay indossa, e un pugnale a molla che può essere usato sulla tempia di uno zombie per ucciderlo. Andy e Kay discutono dei loro piani, confermando la vulnerabilità della moglie. La famiglia decide di abbandonare la casa galleggiante e avventurarsi in direzione di un ospedale. Attraccano la barca e passano accanto a dei resti carbonizzati di un corpo umano, con la testa immersa nel terreno.
Thoomi, la ragazza aborigena, sta disegnando in un album da disegno. Disegna un uomo con la testa nel terreno, poi lascia il suo rifugio con una carcassa di coniglio in mano, che getta in una fossa. Si sentono gargarismi e scricchiolii e lei si copre le orecchie.
Andy e Kay hanno trovato un veicolo. Mentre Andy riempie il serbatoio di benzina, Kay nota una melma gialla sullo schienale e la tocca.  Evitano per un pelo uno zombie che arranca verso di loro. Si fermano su un tratto di strada deserta, così Andy può guardare la mappa e Kay cambia il pannolino di Rosie. Kay crolla a terra, in preda alle convulsioni, e vomita sangue mentre Andy la tiene ferma.
Thoomi è vista ancora una volta lanciare una carcassa di serpente nella fossa, ma non si sente alcun suono. Si arrampica nella fossa per controllare, poi esce in fretta.
Kay torna in sé e controlla la sua ferita in macchina per poi vederla trasudare melma gialla. In un attimo, esce dalla macchina e ha un diverbio con Andy, irritato, che ha cercato di mantenerla viva. Lui la sottomette e la convince a continuare con lui. Andy rompe la maniglia della porta per impedire a Kay di scappare di nuovo. Sulla strada, Andy è distratto da un uomo situato in mezzo alla carreggiata e di conseguenza si schianta contro un albero, impalando involontariamente con un ramo Kay. Andy sviene dallo shock, lasciando Rosie ferma al suo posto. Qualche ora dopo Andy si sveglia e cerca di svegliare Kay, ma si rende conto che è già diventata uno zombie, come dimostra il pus giallo intorno agli occhi e alla bocca. Lui viene morso da lei mentre cerca di uscire dalla macchina. In seguito, Andy prende un coltello e pugnala la moglie. Prende il suo braccialetto e lo indossa, poi inizia a viaggiare a piedi con Rosie sulla schiena. La bambina piange per gran parte del viaggio, finché Andy non usa il profumo di Kay per calmarla. Mentre riposa, vede l'uomo che ha causato il loro incidente, ma rendendosi conto di essere uno zombie, si prepara a difendersi. Thoomi sembra dissuadere Andy dal ferire l'uomo, rivelando che è suo padre, e si taglia mano con una pietra per attirarlo, dopo di che scappano via. Andy arriva all'ospedale che intendeva raggiungere, entra in una scuola e incontra Etta, un'insegnante in pensione. Lei lo aiuta a pulire le sue ferite e lo informa che tutti gli aborigeni sono tornati nelle loro terre ancestrali, compresi tutti i suoi ex studenti. Andy esce e vede incendi in lontananza, appiccati dagli aborigeni. Vede una donna aborigena che chiama Thoomi. Quella notte, in una stanza d'ospedale, Andy ha il suo primo attacco di convulsioni, causate dal morso. Si sveglia la mattina dopo, uscendo per incontrare Etta, che gli dice di cercare un uomo di nome Willie, il padre di Thoomi, per prendersi cura di Rosie. Spiega lo scopo degli incendi, appiccati dagli aborigeni che stanno ripulendo la terra uccidendo gli zombie che incontrano. Etta avverte Andy di rimanere fuori dalla loro portata. Camminando vede diversi zombie con le teste nel terreno, e uno si alza iniziandolo a seguire. Andy trova un camion e tenta di aprire la portiera, ma viene fermato da un uomo di nome Vic, che spara allo zombie che era alle calcagne di Andy. Vic è intrappolato sotto un carro armato e consegna ad Andy le chiavi del camion parcheggiato lì vicino. Andy riesce a liberarlo, poi, con Vic, fuggono all'avvicinarsi degli zombie. Vic porta Andy al suo rifugio, un avamposto che faceva parte di un impianto di estrazione di gas. Andy incontra la moglie di Vic, Lorraine, che è tranquillamente sorpresa di vedere altre "persone che sono ancora persone". Vic incoraggia Andy a lasciare Rosie con Lorraine in modo che i due uomini possano andare a lavorare. Il lavoro consiste nello sparare a gruppi di zombie, raccogliendo poi i loro oggetti di valore, poiché Vic ritiene che quando il paese tornerà alla normalità questi oggetti gli consentiranno di garantirsi una posizione economica vantaggiosa. Vic attira gli zombie imprigionando come esca umani vivi e in buona salute all'interno di delle gabbie. Andy è turbato nel vedere Thoomi intrappolata insieme ad un vecchio in una gabbia. Al rifugio, Lorraine si prende cura di Rosie, notando della melma gialla sul suo stomaco.
Gli uomini tornano al rifugio, dove Lorraine accenna brevemente che ha ripulito Rosie. Andy gioca con sua figlia prima di metterla in una culla improvvisata, e la sua mano inizia a spasimare. Cerca di scappare dal rifugio con un pugnale. Lorraine lo segue, confessando che non è la moglie di Vic, e che Vic ha lasciato morire suo marito insieme ad altri lavoratori della centrale a gas per salvarsi. Vic li scopre e colpisce con il calcio del fucile Andy, che si sveglia incatenato nella stessa gabbia di Thoomi. I due sono d'accordo nell'aiutarsi a vicenda per scappare usando la forza combinata di molti zombie per aprire la loro gabbia. Riusciti nel loro intento, ritornano con successo al rifugio, salvando Lorraine, Rosie e prendendo le chiavi di entrambe le gabbie e delle catene. Non arrivano molto lontano prima che Vic emerga dal rifugio e spari verso di loro. Lorraine si frappone tra Vic e il gruppo, sacrificandosi per permettere agli altri di fuggire.
Thoomi porta Andy nella gabbia che ha visitato in precedenza, ma l'uomo all'interno ("il saggio" o lo sciamano della sua tribù) è sparito. Scappano da Vic nascondendosi in una piccola gola. Dopo essersi liberati l'un l'altro della loro catena, si addormentano, fino a quando nella notte Andy si sveglia e strofina la faccia contro il sangue presente sul muro. La mattina seguente Andy e Thoomi hanno una conversazione sulla salute di suo padre, e Thoomi fugge dopo che Andy afferma che suo padre non starà meglio. La stessa donna che è stata vista chiamare Thoomi (verrà rivelato in seguito che è la madre di Thoomi e la moglie di Willie) lascia la giacca di Willie su un ramo d'albero. Thoomi va a vedere suo padre, il quale è stato messo a cavalcioni in cima ad un albero, morto. Andy arriva per consolarla, ma se ne va prontamente quando non riesce nel'intento. Andy ha un'altra crisi e inizia a scavare nel terreno. Thoomi rimane addolorata sull'albero, ma sente il grido di Rosie e va a recuperarla. Dopo essersi svegliato, Andy vede Thoomi, che dice che prenderà parte al loro cammino.
Viaggiano in motoscafo fino al luogo in cui Andy ha visto per l'ultima volta una famiglia (ad inizio film), ispezionando la roulotte in cui si trovavamo. Andy parte con Rosie per andare a cercare la famiglia, mentre Thoomi rimane nella roulotte. Incontra il padre, che è stato morso, e ancora una volta gli mostra il suo revolver. Il padre dice che contiene sei proiettili e che Andy può avere i restanti due, dopo che lui li avrà usati per uccidere sé stesso, la moglie ed i due figli. Andy si ritira mentre tre colpi di pistola si sentono in lontananza. Il quarto viene esploso successivamente, mentre il padre, che stava seguendo Andy, si spara e crolla dietro di lui. Andy raccoglie la pistola e pensa se sparare anche a se stesso. Thoomi si precipita da lui, dopo aver rimosso le foglie dalle scarpe, che dovevano servire per nascondere le sue tracce, sostenendo che è pronta per tornare a casa. Partono insieme verso un fumo che si intravede su una collina vicina.
Mentre attraversano un tunnel ferroviario, incontrano Vic. Thoomi si nasconde con Rosie all'interno di un veicolo parcheggiato sui binari, mentre Andy cerca di distrarlo. I due uomini combattono, e Andy spara una volta, colpendo Vic nell'addome. Durante la lotta, Vic riesce a ottenere il revolver e spara ad Andy. Temporaneamente privo di sensi, non è in grado di aiutare Thoomi, che Vic estrae dall'auto sbattendole la testa sui binari. Lei giace dolorante e Vic afferra Rosie. Andy si alza per controllare Thoomi, che è ancora viva, e poi Rosie, che Vic sta cullando, lamentandosi per la morte accidentale di sua moglie. Piangendo, consegna Rosie ad Andy permettendogli di continuare il suo viaggio con una Thoomi ferita. Sulla strada, Andy ha un altro attacco, che lo porta a desiderare di mangiare una carcassa situata lì vicino. Avendo ormai poco tempo a disposizione, Andy chiede a Thoomi di promettere di prendersi cura di Rosie, e si prepara per la trasformazione definitiva, mettendosi una museruola in bocca, legandosi i polsi e avvolgendo parte della carne vista precedentemente intorno ad un bastone. Poi soccombe, e i suoi occhi si riempiono di pus giallo.
I guerrieri aborigeni hanno finito la loro incursione, ma Thoomi li chiama con un fischio, attirando l'attenzione di sua madre. Thoomi e Rosie stanno guidando Andy, che è guidato dalla carne posta all'apice del bastone, rivelandosi perfettamente innocuo mentre Thoomi e Rosie sono accolti da sua madre. Uno dei guerrieri, l'uomo "saggio" che è riuscito a sfuggire alla sua gabbia da solo, tenta di colpire Andy con la sua lancia, ma Thoomi lo ferma. Tira fuori la bottiglia di profumo di Kay e lo spruzza un'ultima volta pacificando Andy, restituendogli per un momento la coscienza e permettendogli di rendersi conto che Rosie è al sicuro. Thoomi quindi permette all'uomo saggio di terminare la sofferenza di Andy. Gli aborigeni tornano in un rifugio dove si trovano le persone del loro popolo e vengono accolti calorosamente.
La scena finale mostra Andy sepolto tra gli alberi – come d’usanza tra gli aborigeni –, con sopra a mo’ di lapide l’insieme di esche che erano la giostrina di Rosie.

## Pubblicazione
È stato presentato in anteprima all'Adelaide Film Festival il 6 ottobre 2017 ed è stato distribuito in tutto il mondo il 18 maggio 2018 da Netflix. Il film era originariamente previsto per l'8 giugno 2018. È un tributo a Dr. G. Yunupingu, un cantante australiano aborigeno morto a 46 anni il 26 luglio 2017.

## Accoglienza
Cargo ha ricevuto recensioni positive dalla critica, elogiando la sua profondità emotiva e la performance di Freeman. Sul sito di Rotten Tomatoes si è ricevuta una percentuale di approvazione dell'83%, basato su 40 recensioni e una valutazione media di 6.9/10.